# Monumentalakse
En monumentalakse (eller en monumental akse) er en byplanmæssig akse, hvormed elementer i en by forbindes, således at de for iagttageren kommer til at udgøre en helhed.
Nogle monumentalakser går gennem de forbundne elementer, mens andre er symmetriakser, som elementerne spejles i.

## Eksempler på monumentalakser
- Amalienborg-aksen i København forbinder Marmorkirken, Amalienborg, Amaliehaven og Operaen.
- Champs-Élysées i Paris forbinder Tuilerierne med Triumfbuen, og hinsides Triumfbuen fortsætter l'Axe historique til Spreckelsens Grande Arche i La Défense.
- Brasiliens hovedstad Brasília er planlagt således, at midteraksen indeholder statsadministrationens bygninger, en katedral og parlamentsbygninger, mens andre byfunktioner er henlagt til andre områder.